# Carex acuta
Espèce
Classification phylogénétique
Statut de conservation UICN

 LC  : Préoccupation mineure
Carex acuta, la Laîche aiguë ou Laîche grêle, est une espèce de plantes du genre Carex et de la famille des Cyperaceae.

### Références taxinomiques

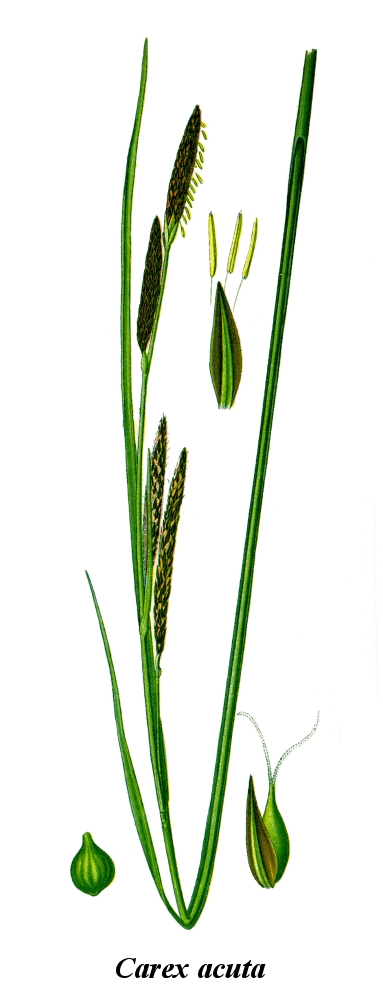
Planche présentant Carex acuta, Prof. Dr. Otto Wilhelm Thomé, Flora von Deutschland